# Dormez, je le veux ! (film)
Pour l’article homonyme, voir Dormez, je le veux !.
Pour plus de détails, voir Fiche technique et Distribution.
Dormez, je le veux ! est un film français réalisé par Irène Jouannet, sorti en 1998.

## Synopsis
Cora, une adolescente, rencontre Katz, le « roi de l'hypnose » : elle lui demande de la prendre comme assistante, pensant ainsi donner un sens à sa vie. Au cours de leur tournée, la réalité s'impose à la jeune fille.

## Fiche technique
- Titre : Dormez, je le veux !
- Réalisateur : Irène Jouannet
- Scénario : Irène Jouannet, Gilles Taurand et Marie Nimier (d'après son roman L'Hypnotisme à la portée de tous, publié aux éditions Gallimard en 1992)
- Photographie : Sacha Vierny
- Musique : Faton Cahen
- Son : Philippe Fabbri
- Montage : Dominique Roy
- Décors : Franck Proy
- Production : CDP - Catherine Dussart Productions
- Pays de production :  France
- Durée :  98 min
- Date de sortie :
  - France : 9 septembre 1998

## Distribution
- Féodor Atkine : Katz
- Céline Milliat-Baumgartner : Cora
- François Berléand : Paul / Raymond
- Catherine Frot : Marie-Louise